# August Pfaltz
August Pfaltz (* 12. Mai 1859 in Offenbach am Main; † 16. Januar 1917 in Dachau) war ein deutscher Maler.

## Leben und Wirken

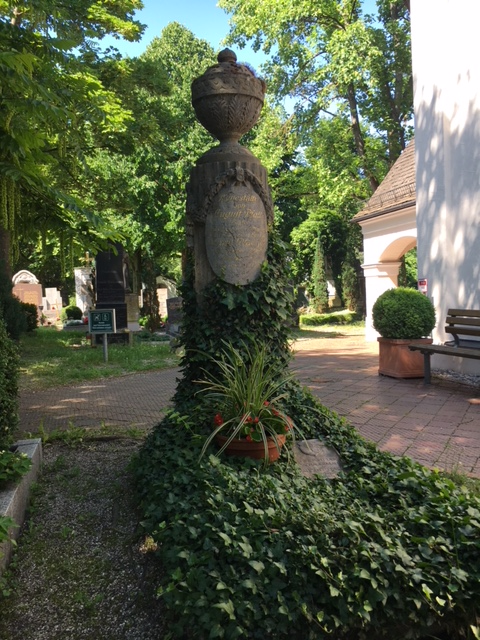
Grabstätte auf dem "Alten Friedhof" Dachau

Seine künstlerische Begabung wurde schon sehr früh entdeckt und von den Eltern gefördert. Er war Schüler von Gustav Schönleber, der an der Akademie in Karlsruhe unterrichtete. 1900 übersiedelte der Maler nach Dachau, um dort „plein-air“, also unter freiem Himmel im berühmten Moos malen zu können. In der neuen Heimat ließ er sich eine leicht barockisierende Villa erbauen, die noch heute existiert. August Pfaltz, ein enger Freund von Hermann Stockmann, war aktiver Mitarbeiter bei der Einrichtung des Dachauer Bezirksmuseums. Dort befinden sich noch heute zahlreiche Modelle von alten Bauernhäusern, Haus- und Gartentüren.
Der Künstler wurde auf den alten Dachauer Friedhof beigesetzt. Sein Biedermeiergrabstätte ist noch erhalten. In Dachau wurde eine Straße nach ihm benannt.

## Werke (Auswahl)
- Dachauer Moos. Öl auf Karton (30×25)
- Torfhütte im Herbst des Dachauer Mooses. Öl auf Pappe (56×43)
- Ernte vor der Kirche von Bergkirchen. Öl auf Pappe (31×38,5)
- Ein Dezemberblick auf den alten Markt Dachau mit dem sogenannten „Unteren Markt“ im Vordergrund. Öl auf Leinwand (36×70)